# Amphiprion sebae
Amphiprion sebae là một loài cá hề thuộc chi Amphiprion trong họ Cá thia. Loài này được mô tả lần đầu tiên vào năm 1853.

## Từ nguyên
Từ định danh của loài được đặt theo tên của Albertus Seba, dược sĩ, nhà động vật học và lịch sử tự nhiên người Hà Lan, người đã cho xuất bản một loạt các bức vẽ minh họa các sinh vật biển của Ấn Độ Dương - Thái Bình Dương, bao gồm cả loài này.

## Phạm vi phân bố và môi trường sống
A. sebae sinh sống ở Ấn Độ Dương, được ghi nhận dọc theo bờ biển bán đảo Ả Rập (bao gồm vịnh Oman và vịnh Aden), Ấn Độ, Sri Lanka, Maldives, quần đảo Andaman và Nicobar, hai đảo Sumatra và Java (Indonesia).
Loài cá hề này chỉ sống cộng sinh với duy nhất một loài hải quỳ là Stichodactyla haddoni, được quan sát gần các rạn san hô ngoài khơi ở độ sâu đến ít nhất là 25 m.

## Mô tả
A. sebae có chiều dài cơ thể tối đa được ghi nhận là 16 cm. Loài này có màu nâu sẫm, gần như đen với hai dải sọc trắng; mõm, ngực và bụng thường có màu vàng cam. Dải trắng thứ nhất ở sau đầu, còn dải sọc thứ hai giữa thân, lan rộng đến phần sau của vây lưng. Vây đuôi có màu vàng hoặc sẫm màu cam (cá con có thể có viền đen cận rìa ở đuôi).
Số gai ở vây lưng: 10–11; Số tia vây ở vây lưng: 14–17; Số gai ở vây hậu môn: 2; Số tia vây ở vây hậu môn: 13–14; Số tia vây ở vây ngực: 18–19.

## Sinh thái học
A. sebae là một loài lưỡng tính tiền nam (cá cái trưởng thành đều phải trải qua giai đoạn là cá đực) nên cá đực thường có kích thước nhỏ hơn cá cái. Một con cá cái sẽ sống thành nhóm cùng với một con đực lớn (đảm nhận chức năng sinh sản) và nhiều con non nhỏ hơn. Trứng được cá đực lớn bảo vệ và chăm sóc đến khi chúng nở.
Loài này đã được nhân giống nuôi nhốt thành công.

### Vòng đời và sinh sản
Cá đực bắt đầu thực hiện màn tán tỉnh cá cái một tuần trước khi chúng sinh sản. Cá đực sẽ bảo vệ lãnh thổ đã được chọn làm nơi đẻ trứng. Cá cái có thể đẻ khoảng từ 400 đến 2000 trứng, được cá đực canh giữ cho đến khi trứng nở sau 6–8 ngày. Vào ngày thứ 15 đến 18, cá bột bước vào giai đoạn biến thái.